# Пам'ятки монументального мистецтва Миргородського району
У Миргородському районі Полтавської області нараховується 4 пам'ятки монументального мистецтва.
| # | назва                                                          | адреса                                                |
| - | -------------------------------------------------------------- | ----------------------------------------------------- |
| 1 | Пам'ятник М.В.Гоголю                                           | с. Великі Сорочинці, подвір’я музею М.В.Гоголя        |
| 2 | Пам'ятник-бюст М.В.Гоголю                                      | с. Великі Сорочинці                                   |
| 3 | Пам'ятник партизанці О.А.Бондаренко                            | с. Великі Сорочинці                                   |
| 4 | Пам'ятник кобзарю, українському народному співцю М.С.Кравченку | с. Великі Сорочинці, на околиці, по шляху на Миргород |